# Neolitsea angustifolia
Neolitsea angustifolia är en lagerväxtart som beskrevs av E. Chevalier. Neolitsea angustifolia ingår i släktet Neolitsea och familjen lagerväxter. Inga underarter finns listade i Catalogue of Life.